# Geografia da Europa

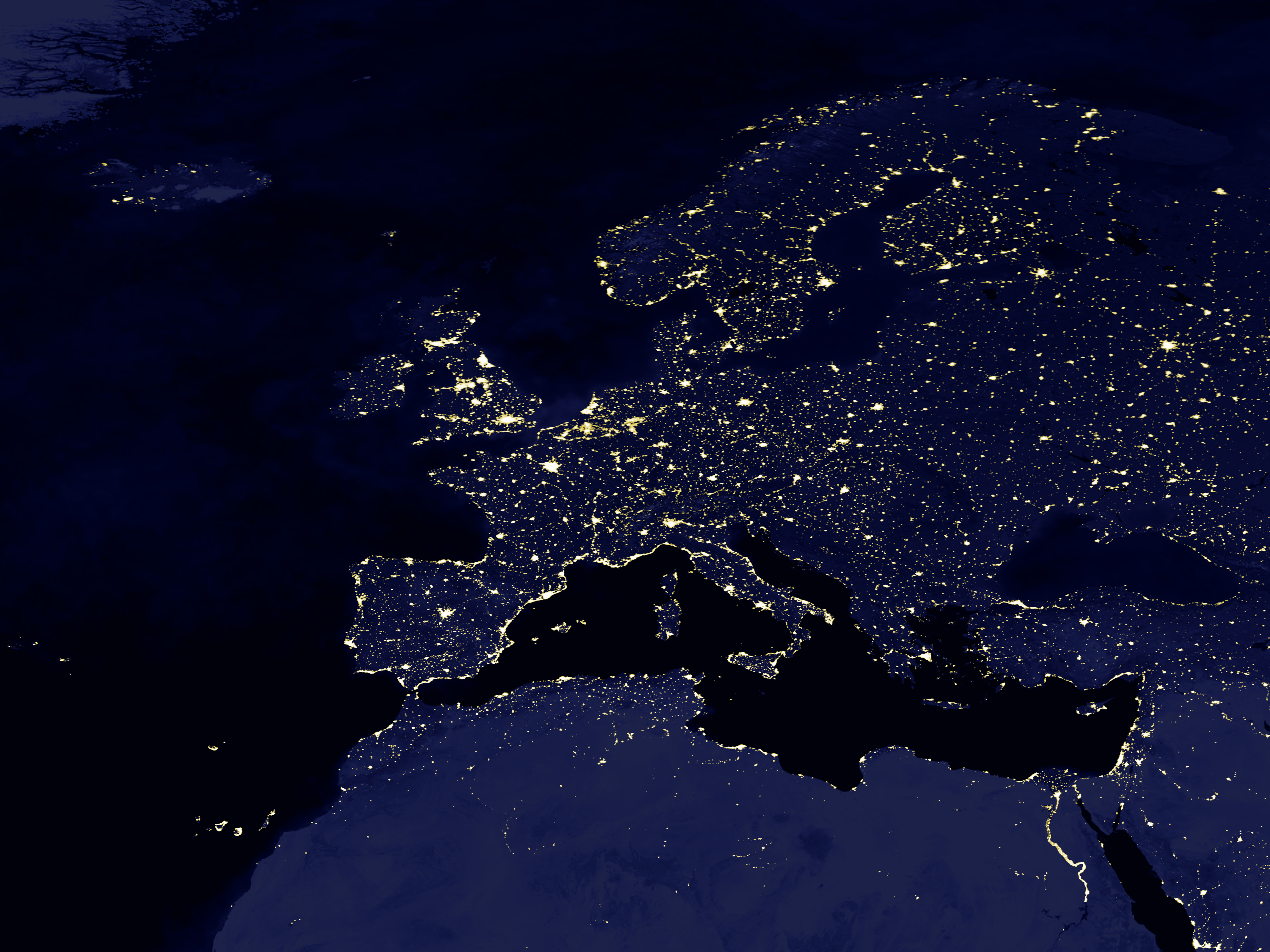
Imagem de satélite da Europa à noite

A Europa é o segundo menor continente do mundo depois da Oceania, tendo uma extensão de 10 530 751 km², representando 11,5% das terras emersas. Estritamente falando em termos de geografia contemporânea, a Europa, como a Oceania, deixam de estar categorizadas como continentes e são consideradas macrounidades geográficas (MUG), já que efetivamente, no caso da Europa esta macro unidade geográfica é um prolongamento ocidental do continente eurasiático. Caracteriza a Europa, tanto no geográfico (com muita incidência no climático como em sua geografia humana), a elevada quantidade média de costas marítimas e oceânicas devida à presença de abundantes penínsulas, golfos, mares interiores e ilhas. Isto e o influxo da Corrente do Golfo e a proximidade dos desertos quentes de África e Ásia determinam que na Europa prepondere, pese às latitudes, um clima temperado invulgarmalmente benigno para a habitabilidade humana. Por outra parte a abundância de costas e hidrovias permitiu e permite o trânsito de populações e depois seu estabelecimento desde fins do pleistoceno (quando os Homo sapiens substituíram aos Homo neandertalensis).
Também é a Europa, que se considera tradicionalmente como um continente, o mais plano de todos eles, com uma altitude média de 230 metros. A máxima expressão destas planícies é a grande planície do Norte, que se estende 2000 km desde as costas atlânticas francesas até os montes Urais, a fronteira física mais oriental com a Ásia. Os pontos mais altos são o monte Elbrus (Rússia) na Europa oriental (5642 m), o Dykh-Tau (próximo do Elbrus, na Rússia) (5205 m), o Monte Xecara (Geórgia) (5204 m) e o Monte Branco (França/Itália) na Europa Ocidental (4807 m).
Ao sul, a Europa está separada do continente africano pelo mar Mediterrâneo, fronteira que se reduz a uns 30 km no estreito de Gibraltar, ao sudeste os limites com a Ásia também estão dados pelo Mediterrâneo e pelos seus mares subsidiários (o estreito dos Dardanelos, o Mar de Mármara e o Helesponto têm muito poucos quilômetros de largura, o Bósforo é tão estreito que atualmente várias pontes o cruzam). Na realidade o Mar Mediterrâneo e a sua bacia, mais do que um limite - segundo os momentos históricos - são um nexo de união com os outros "continentes" (as macro-unidades geográficas de Ásia e África), resultando como verdadeiros limites culturais e étnicos entre  eles as extensas regiões desérticas que se localizam do outro lado do Mediterrâneo. Considerando a Islândia como parte de Europa e a Groenlândia como parte da América, pode-se observar que as distâncias entre a Europa e o continente americano são também bastante exíguas.
Os pontos extremos da Europa são:
- Norte: Cabo Nordkinn, Noruega (continental), e Knivskjellodden, Noruega (ilha)
- Sul: Ponta de Tarifa, Espanha (continental), e Gavdos, Grécia (ilha)
- Oeste: Cabo da Roca, Portugal (continental), e ilhéu de Monchique, Portugal (ilha).

## Europa como continente
Mais de três quartos do globo terrestre são cobertos pelas águas de oceanos e mares. O restante, que se encontra emerso, apresenta-se como milhares de ilhas e cinco massas continentais ou, simplesmente, continentes: Eurásia, América, África, Oceania e Antártida.
Dessa maneira, levando-se em conta apenas a geografia física, a Europa em si não constitui um continente, mas uma grande península do continente eurasiano. Entretanto, considerando a história - bem como as características populacionais e, principalmente, culturais -, podemos notar que, na Eurásia, a Europa e a Ásia são duas realidades distintas, o que justifica estudá-las separadamente, como continentes isolados.

## Localização

Localização da Europa.

A Europa encontra-se totalmente no hemisfério norte da Terra, também chamado hemisfério setentrional ou boreal. Somente um dos paralelos mais importantes cruza o continente europeu: trata-se do Círculo Polar Ártico, que passa pelo extremo norte da Islândia, norte da Escandinávia e da Rússia.
O meridiano inicial (0°) corta a cidade de Londres, onde está instalado o observatório astronômico de Greenwich; daí a denominação Meridiano de Greenwich. Devido a isso, a Europa ocupa terras dos hemisférios oriental e ocidental.
Suas terras se estendem de 34 graus e 45 minutos a 80 graus de latitude norte, e de 24 graus de longitude oeste a 65 graus de longitude leste. Consequentemente, os países europeus são cortados por vários fusos horários e pertencem a duas zonas climáticas: temperada e polar.
Os limites do continente europeu são: ao norte, o oceano Glacial Ártico; ao sul, os mares Mediterrâneo e Negro; a oeste, o oceano Atlântico; e a leste, os montes Urais, que constituem a divisa natural entre a Rússia europeia e a Rússia asiática.

## Acidentes geográficos

### Golfos
Entre os golfos da Europa destacam-se o golfo de Biscaia (França e Espanha), o de Cádis (Espanha, Marrocos e Portugal), o dos Dardanelos (Turquia), o do Bósforo (Turquia), o de Messina (Itália) e o de Öresund (Dinamarca e Suécia).

### Penínsulas
Suas principais penínsulas são a Escandinava (Suécia e Noruega), Península Hispânica ou Ibérica (Andorra, Espanha, Gibraltar e Portugal), Itálica (Itália, São Marinho e Vaticano), Balcânica (Albânia, Bósnia e Herzegovina, Bulgária, Croácia, Grécia, Eslovénia, Macedônia, Sérvia e Romênia); além das penínsulas de Kola (Rússia), Jutlândia (Dinamarca), Bretanha (França) e Crimeia (Rússia).

### Principais ilhas e arquipélagos
Por ordem de tamanho
| Reino Unido: Grã-Bretanha, com mais de 218 000 km² Islândia: Islândia com mais de 103 000 km² Irlanda e Reino Unido: Irlanda, com mais de 83 000 km² Rússia: Nova Zembla (ilha setentrional), com quase 49 000 km² Rússia: Nova Zembla (ilha meridional), com mais de 33 000 km² Itália: Sicília, com mais de 25 000 km² Itália: Sardenha, com mais de 24 000 km² Chipre, Chipre, com mais de 9200 km² França: Córsega, com mais de 8700 km² Grécia: Creta, com mais de 8300 km² | Dinamarca: Zelândia, com mais de 7500 km² Grécia: Eubeia, com mais de 3900 km² Espanha: Maiorca, com mais de 3600 km² Dinamarca: Fiônia, com mais de 3400 km² Portugal: Açores (região autónoma), com mais de 2333 km² Dinamarca: Ilhas Faroé (região autônoma), com mais de 1390 km² Portugal: Madeira (região autónoma), com mais de 801 km² Espanha: Minorca, com mais de 690 km² Espanha: Ibiza (Eivissa), com mais de 570 km² Malta, Malta, com mais de 316 km² |

## Relevo
Embora haja cadeias de montanhas, as formas de relevo predominantes na Europa são as planícies, que apresentam duas características muito positivas: um solo geralmente fértil e favorável à agricultura e grande facilidade para o estabelecimento de vias de comunicação. Os planaltos mais elevados e as montanhas não chegam a cobrir 35% do território europeu e, por essa razão, a altitude média das terras da Europa é de apenas 340 metros.

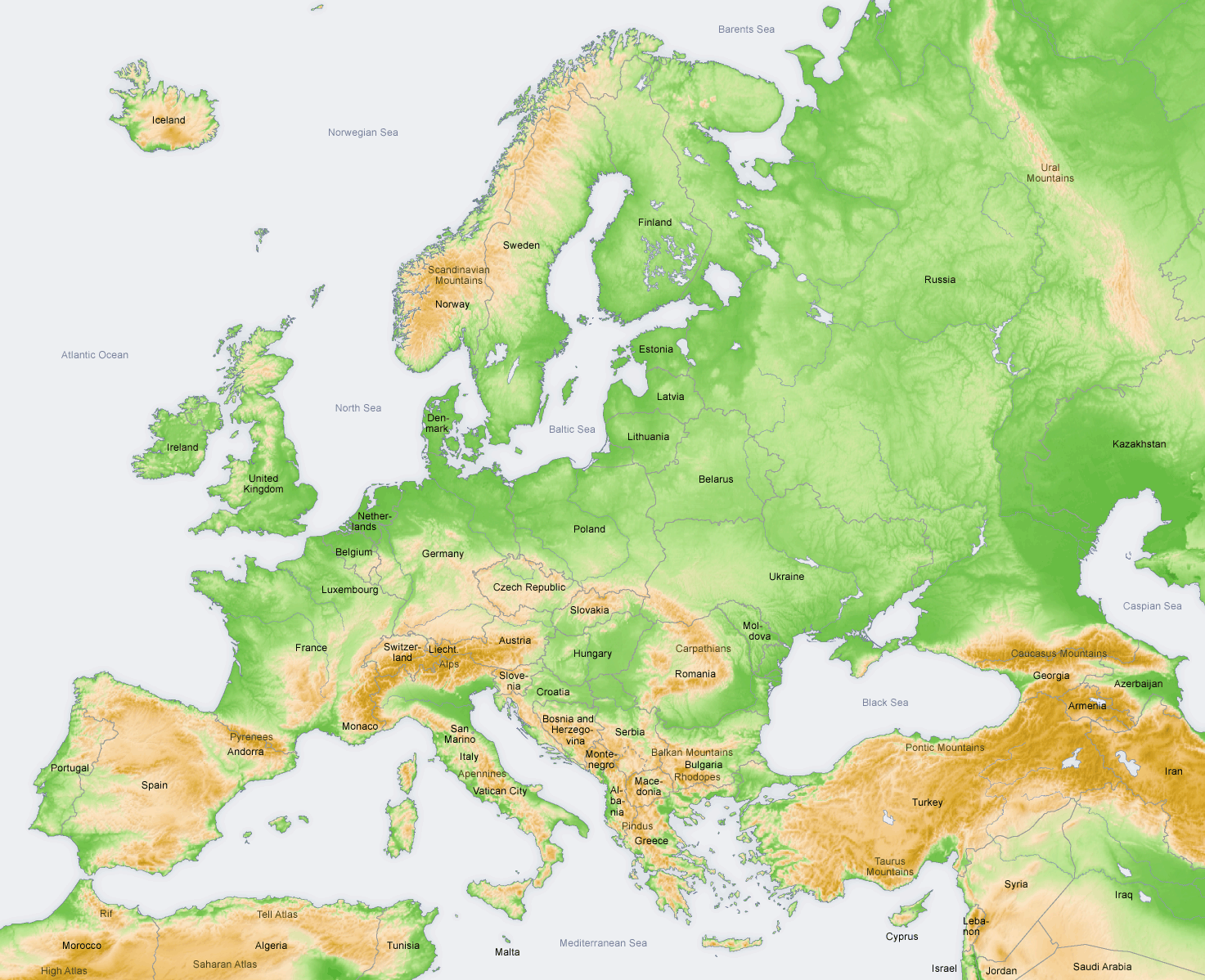
Mapa topográfico da Europa.

De maneira geral, portanto, no relevo europeu predominam elevações modestas, e são muito comuns as planícies, principalmente na metade norte do continente e em toda a porção leste, onde aparece a grande Planície Russa. Além dessa, merecem destaque a Planície Húngara, percorrida pelo rio Danúbio, a Planície do rio Pó, no norte da Itália, e as planícies que contornam o leste e o sul das Ilhas Britânicas. A Planície Germano-Polonesa, de tipo fluvial, estende do interior para o litoral norte do continente.
Além dessa enorme área de planícies, encontra-se ainda no mapa do continente europeu:
- Maciços da Era Primária, desgastados pela erosão e reduzidos a planaltos pouco elevados; no noroeste formam os Alpes Escandinavos; aparecem nas ilhas Britânicas formando os montes Peninos; na Península Ibérica surgem com montes Cantábricos, Meseta Espanhola e outros; na Península Balcânica, chamam-se montes Pindos; e na fronteira natural entre a Europa e a Ásia levam o nome de Montes Urais;[4]
- Cordilheiras muito altas na parte centro-sul, formando os Alpes, onde se situa os pontos culminantes do relevo europeu, como o pico do Monte Branco (4 807 metros). Ainda nessa região merecem destaque as cristas dos Apeninos, Pirenéus, Balcãs, Cárpatos e Cadeia do Cáucaso.[5]

O litoral da Europa é extremamente recortado, o que favorece a instalação dos portos, a navegação e o comércio. Possui grande número de penínsulas e ilhas de extensões diversas isolando mares interiores. Observando atentamente o mapa, percebe-se:
- No norte, a Península Escandinava, que abriga o Mar Báltico, encontra-se a Península da Jutlândia e as Ilhas Britânicas, envolvidas pelo Mar do Norte. A porção norte do litoral europeu é limitada pelo Oceano Glacial Ártico, que engloba ainda outros mares, como o Mar da Noruega, nos limites com o Oceano Atlântico.[5]
- No sul, separando a Europa da África, encontra-se o Mar Mediterrâneo, que, por sua vez, abriga mares menores. Nele sobressaem as penínsulas Balcânica, Itálica e a grande Península Ibérica, que separa o mar Mediterrâneo do oceano Atlântico. Nessa parte do continente europeu existem inúmeras ilhas, merecendo destaque as Ilhas Baleares, a Córsega, a Sardenha e a Sicília, além de um verdadeiro mosaico constituído pelas ilhas gregas. Os mares Tirreno, Adriático, Jônico, Egeu, de Mármara, Negro, de Azov, e Cáspio modelam o contorno sul e sudeste da Europa.[6]

As costas ocidentais da Europa são banhadas pelo Oceano Atlântico e por seus mares secundários. Ao redor de toda a Europa, a plataforma continental é muito larga, propiciando boas condições para a pesca e o extrativismo mineral.

## Clima

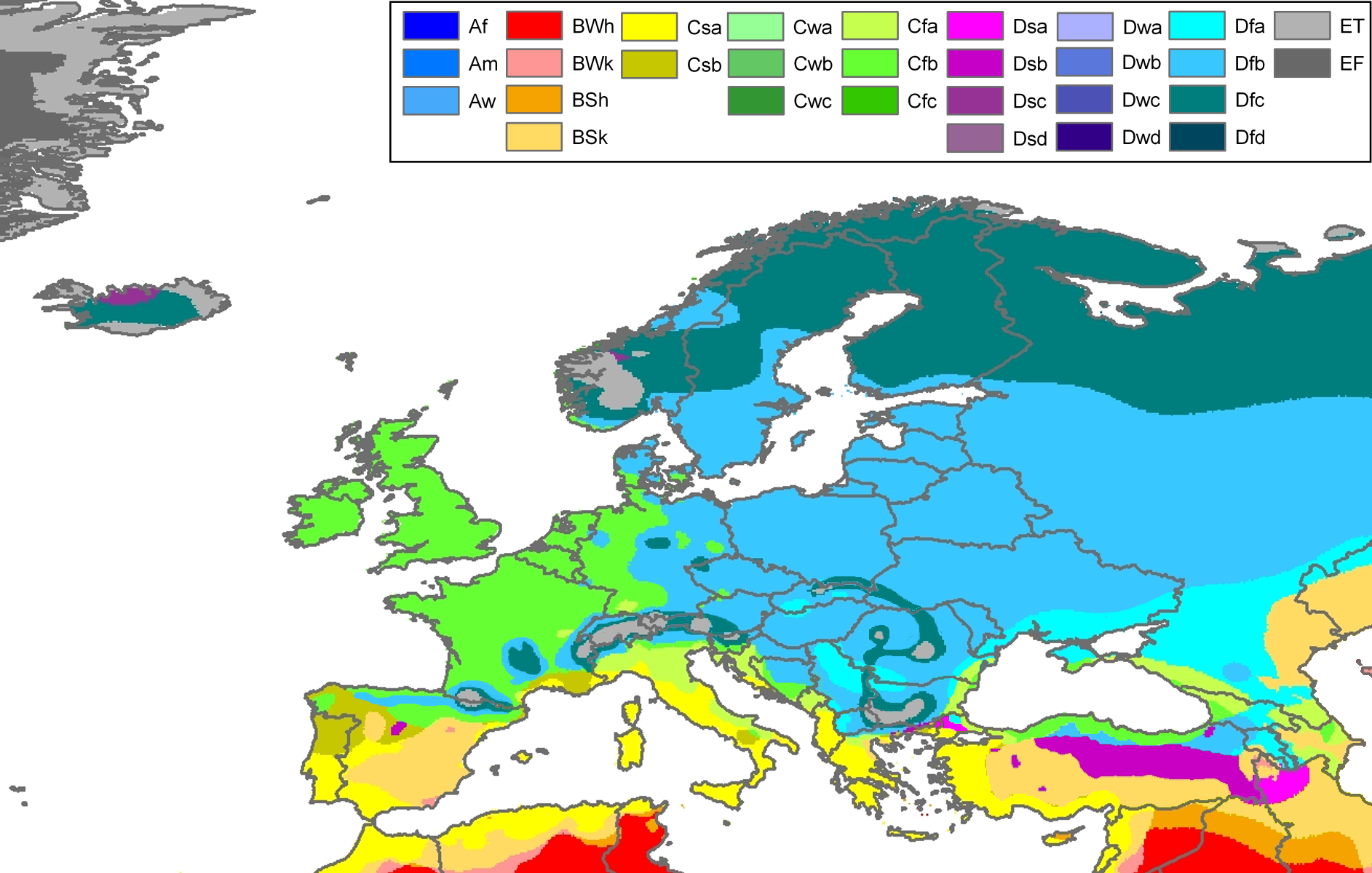
Mapa climático da Europa de acordo com a classificação climática de Köppen-Geiger.

Existem Seis principais tipos de climas na Europa: oceânico, temperado continental, mediterrâneo, subpolar, frio continental e frio de altitude ou de montanha.
Clima mediterrâneo - É aquele que ocorre, principalmente, nas áreas próximas ao Mar Mediterrâneo. O clima Mediterrâneo possui as seguintes características: O clima no inverno é moderado e o verão muito quente e seco, as temperaturas atingem 30 °C, em média. No inverno, as temperaturas mínimas podem chegar a 0 °C. O índice pluviométrico (de chuvas) é considerado moderado, pois fica entre 500 mm e 1000 mm por ano. As chuvas ocorrem de forma intensa e em maior quantidade no outono e inverno, mesmo com temperaturas baixas. A humidade relativa do ar possui média anual de 75%.
Clima subpolar - Localiza-se sensivelmente entre as latitudes 55° N e 75° N, na península do Labrador, norte da Escandinávia, Sibéria. O clima subpolar caracteriza-se pela existência de Verões pouco quentes e curtos (temperatura média mensal inferior a 10 °C ou 12 °C) e Invernos prolongados e muito frios (durante seis a oito meses a temperatura apresenta valores negativos). A amplitude térmica anual ronda entre 15 °C a 20 °C. Os valores de precipitação são baixos e concentram-se na época menos fria. No Inverno, a precipitação ocorre sob a forma de neve. O bioma que melhor representa o clima subpolar é a taiga.
Clima oceânico - Também por vezes chamado clima temperado marítimo, é um tipo de clima que ocorre em regiões afastadas das grandes massas continentais e nas margens ocidentais situadas nas latitudes médias e altas. Nas regiões com clima oceânico as chuvas são abundantes e bem distribuídas ao longo de todo o ano, sendo o verão bastante fresco e húmido.
Temperado continental - Chuvas em menor quantidade em relação ao clima temperado oceânico e amplitudes térmicas mais altas. Apresenta amplitudes bem maiores uma vez que não sofre a influência reguladora dos oceanos (nos verões a temperatura pode chegar a 22 °C e no inverno pode chegar a 0 °C, dependendo da região). Mas, a taxa de precipitação é bem distribuída ao longo do ano.
Clima de montanha - Apresentam-se em áreas montanhosas, como os Alpes e os Pirenéus. É caracterizado por invernos rigorosos com precipitação de neves e geado e chuvas bem distribuídas durante o ano.
As condições climáticas extremamente favoráveis da Europa, de maneira geral, resultam da combinação de quatro fatores:
- A maior parte das terras europeias encontra-se em latitudes médias, entre 35° N e 70° N;
- O continente é rodeado por muitos mares e os recortes de litoral não favorecem mudanças bruscas de temperaturas;
- O continente recebe, o ano inteiro, ventos do oeste, que levam a humidade do Oceano Atlântico até o interior.
- A Corrente do Golfo leva águas aquecidas até o litoral das Ilhas Britânicas e da Península Escandinava, contribuindo para o equilíbrio térmico das latitudes mais altas, sobretudo ao longo da costa ocidental.[7]

A combinação desses fatores favorece o domínio, na Europa Ocidental, do clima temperado oceânico, húmido e sem grandes variações de temperatura. Aparecem ainda, na Europa Oriental e em parte da Península Escandinava e da Rússia, o clima temperado continental — mais seco, com verões quentes e chuvosos e invernos extremamente frios — e o clima polar — com invernos rigorosos e verões curtos, que caracteriza uma parte da Península Escandinava e da Rússia europeia.
Esses tipos climáticos apresentam variações em função de fatores locais: no sul do continente, a influência das águas aquecidas do Atlântico e do Mediterrâneo permite a existência do clima mediterrâneo, que apresenta verões secos e invernos húmidos e não muito frios; nos Alpes, a altitude do relevo é responsável pela configuração do clima de altas montanhas, conhecido como alpino, que apresenta invernos extremamente rigorosos. Este tipo climático aparece também nos Alpes Escandinavos, nos Cárpatos e nos Pirenéus. Surpreendentemente, existem desertos na Europa, entre os quais o Areal de Olesky na Ucrânia.

## Hidrografia

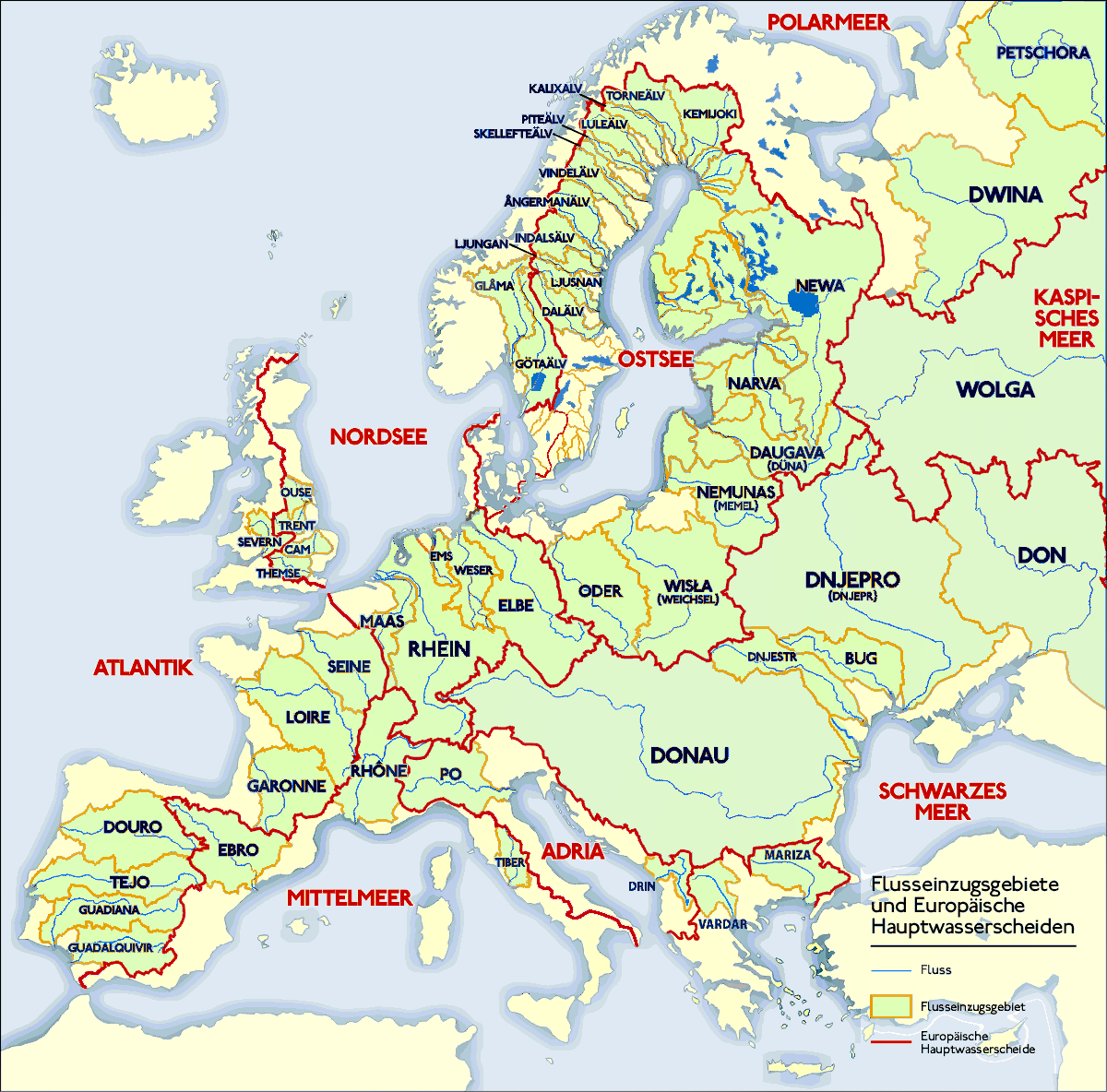
Bacias hidrográficas da Europa.

Se comparados aos rios tropicais, não há, na Europa, rios muito extensos nem de grande volume de água. Apesar disso, os cursos fluviais são muito aproveitados como vias de comunicação e fontes produtores de energia.
A Europa apresenta uma grande quantidade de rios, que desaguam ora diretamente no oceano, ora em lagos, mares ou outros rios. Desse emaranhado fluvial, destacam-se as bacias:
- Do rio Reno, que nasce na Suíça, serve de fronteira entre a França e a Alemanha, onde banha uma das regiões mais industrializadas de toda a Europa, e deságua nos Países Baixos (porto de Roterdã). Por ser largamente utilizado na navegação, o Reno interliga-se a outros rios através de canais.[6]
- Do rio Danúbio, que nasce no maciço da Floresta Negra, na Alemanha, drena importantes rios do centro-sul europeu e deságua no Mar Negro. Além da Alemanha, banha os seguintes países: Áustria, Eslováquia, Hungria, Sérvia, Bulgária, Romênia e Ucrânia.[6]
- Do rio Volga, o maior rio europeu, cuja nascente se localiza nas planalto de Valdai, na Rússia, drenando muitos afluentes até desaguar no Mar Cáspio.[6]

Merecem menção ainda, por passarem em capitais ou cidades importantes da Europa, os rios Tâmisa ou Tamisa, Elba, Mosela, Vístula, Sena, Loire, Ródano, Pó, Tibre, Douro, Tejo, Ebro, Dnieper, Ural, entre outros.
Além da grande quantidade de rios e de mares, a hidrografia europeia apresenta ainda muitos lagos, como os de Constança, de Genebra, de Zurique, na Suíça, e os lagos glaciários que ainda aparecem nas planícies do noroeste da Rússia, na Escandinávia e sobretudo na Finlândia, considerada "o país dos lagos", por concentrá-los em maior número.

## Vegetação
| Tundra Tundra Alpina Taiga Floresta nublada | Floresta decídua temperada Floresta mediterrânea Estepe Estepe seca |

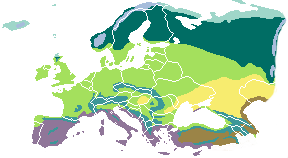
Biomas da Europa e de regiões próximas:.

Atualmente, a maior parte das formações vegetais da Europa já foi destruída, abrindo espaço para a ocupação agrícola ou para a expansão urbana.
Como em todo o mundo, as formações vegetais originais da Europa dependem dos tipos de clima e, consequentemente, dos tipos de solo. Assim, na Península Escandinava e na Rússia, junto ao Oceano Glacial Ártico, aparece a tundra. Ao sul dessa formação vegetal, a elevação da temperatura vai favorecendo, primeiramente, o desenvolvimento da taiga e, depois, da floresta de coníferas, que ocupam grande parte da Suécia, Noruega e Finlândia.
Nas áreas de clima temperado oceânico, onde por influência do oceano a humidade é maior, é muito comum a floresta temperada, formada por coníferas e árvores de folhas caducas; essa foi a formação vegetal originalmente dominante, mas hoje é conservada apenas nos maciços montanhosos.
Nas áreas mais secas, dominadas pelo clima temperado continental, próximo aos mares Negro e Cáspio surge vasta extensão de estepes, nas áreas mais secas, e pradarias, nas áreas mais húmidas, com uma vegetação rasteira que em alguns trechos lembra os pampas do Rio Grande do Sul.
No sul da Europa, o clima mediterrâneo, com suas características subtropicais bastante amenizadas pelo Oceano Atlântico, favorece o desenvolvimento de florestas, que hoje, degradadas, apresentam-se como capões de vegetação descontínua, conhecidas como maquis, em áreas de solos arenosos, ou como garrigue, em áreas de terrenos calcários. Essa vegetação é habitualmente chamada de mediterrânea.
Todo o leste da Europa, ocupado pela Rússia europeia, apresenta a mesma distribuição vegetal do restante do continente: a tundra - no extremo norte -, a taiga, as pradarias e as estepe constituem as formações vegetais dominantes.

## Biodiversidade

Regiões biogeográficas da Europa e regiões adjacentes.

A Europa se inclui na região zoogeográfica paleártica. A ação do homem reduziu o número e a extensão geográfica das espécies selvagens europeias. Na zona mais setentrional vivem animais de peles finas, como a rena e a foca. Nos bosques temperados habitam o urso pardo, a raposa, o lince, a lontra, o lobo, o veado, o gamo, corço, o esquilo, etc. Enquanto na área mediterrânea abundam lebres, javalis, perdizes e faisões. A montanha apresenta uma fauna peculiar (o alce e o cabrito montês). São abundantes as aves, muitas das quais migram entre as diversas regiões europeias ou entre a Europa e a África.

## Problemas ecológicos

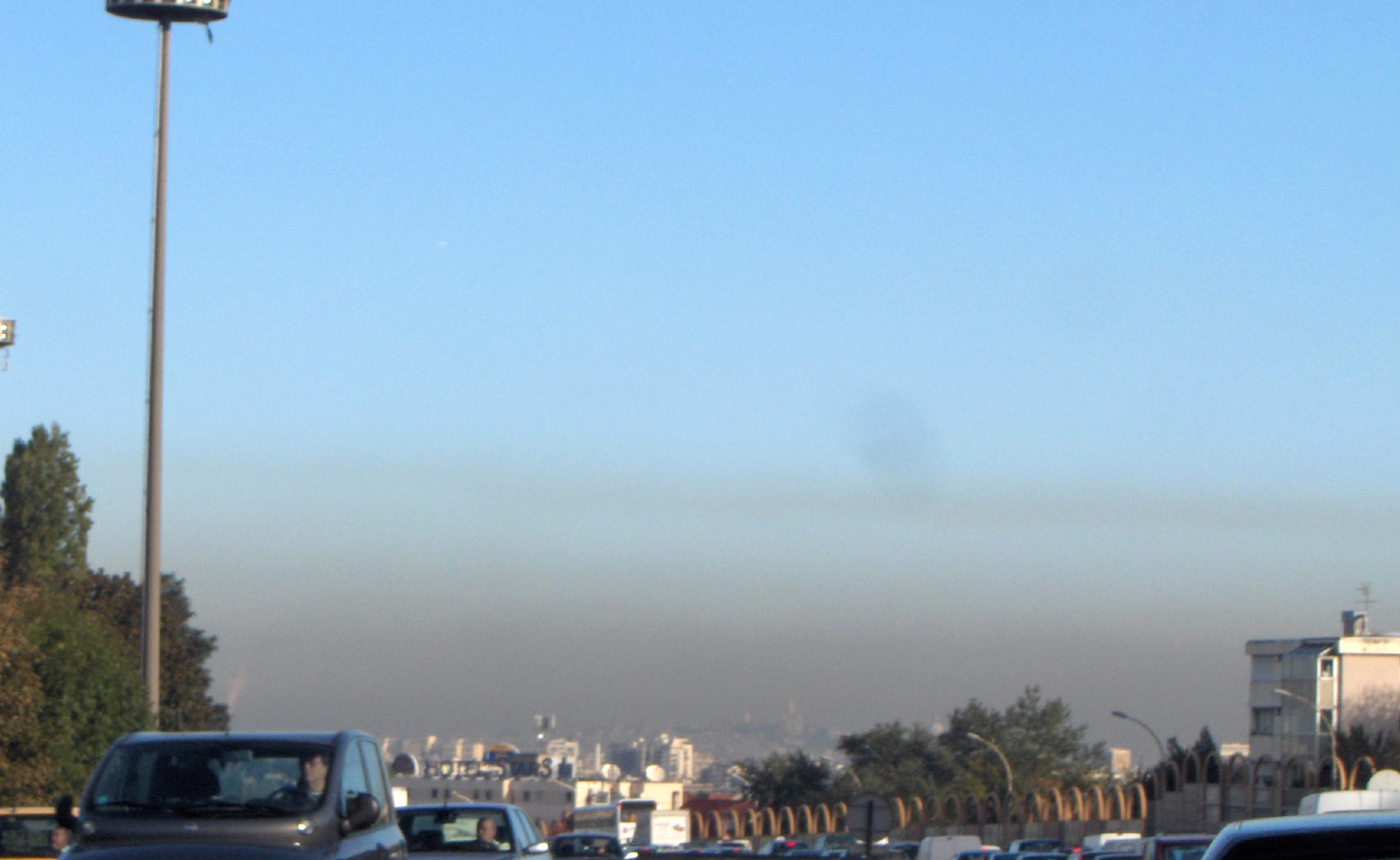
Poluição atmosférica em Paris, França.

Um problema que a Europa vive com intensidade crescente é a poluição. A intensa atividade industrial associada à alta ocupação do espaço resultam em agressões ambientais graves, mesmo com a implantação de medidas de prevenção. A poluição atmosférica alcança níveis inquietantes nas principais cidades da Europa, onde o número de automóveis em circulação é cada vez maior. Paralelamente, a agricultura europeia também não está livre dos efeitos danosos da chuva ácida, inseticidas, fungicidas e herbicidas.